# Brecelj
Brecelj je 1.224 najpogostejši priimek v Sloveniji, ki ga je po podatkih Statističnega urada Republike Slovenije na dan 31. decembra 2007 uporabljalo 312 oseb.

## Znani nosilci priimka
- Aleš Brecelj (*1946), kirurg
- Aleš (Alejandro) Brecelj (*1951), šolnik, kulturni in politični delavec, publicist
- Ančka Brecelj (Ančka Levar) (1915—2005), igralka
- Anton Brecelj (1875—1943), zdravnik, publicist, politik
- Barbara Brecelj (*1941), pisateljica, žena Vladimirja Kavčiča
- Bogdan Brecelj (1906—1986), zdravnik ortoped, kirurg, akademik
- Bogomil Brecelj (1925—2011), doberdobski župnik, kulturni in prosvetni delavec
- Bojan Brecelj (*1953), fotograf (dokumentarni, eksperimentalni, avtorski)
- Bojan Brecelj, vojaški pilot, podpolkovnik SV
- Damjana Bebler Brecelj (1915—1984), zdravnica, higieničarka
- Danijel Brecelj (*1988), pianist, skladatelj
- Egon Brecelj, predsednik zveze za športni ribolov na morju
- Elda Brecelj, slikarka
- Erik Brecelj (*1969), zdravnik kirurg, publicist, aktivist
- Filip Jakob Brecelj (18. stol.), zdravnik kirurg
- Gaja Brecelj, ekologinja, aktivistka
- Janez Brecelj, otroški ortoped, kirurg
- Jernej Brecelj, pediater
- Jože Brecelj (1884—1944), mizar, kulturni delavec; mučenec
- Kaja Katarina Brecelj, italijanistka, lektorica
- Marijan Brecelj  - Miha Borštnik (1910—1989), pravnik, politik,narodni heroj, planinec
- Marijan Brecelj (1931—2019), bibliotekar, bibliograf, pesnik, prevajalec, leksikograf, publicist...
- Marijana Brecelj (*1946), igralka
- Marija Brecelj (*1957), radijska kulturna novinarka, režiserka (Trst)
- Marija Brecelj Anderluh, pedopsihiatrinja
- Marinka Brecelj (*1959), glasbenica (cembalistka,, pianistka, dirigentka)
- Marko Brecelj (1951—2022), glasbenik - pevec, kantavtor, civilnodružbeni aktivist, publicist, "mehki terorist"
- Martin Brecelj (*1953), novinar, publicist, kulturnoprosvetni in politični delavec
- Matjaž Brecelj (1958—2015), umetnostni zgodovinar, muzealec
- Mihaela Brecelj (*1989), violinistka
- Miloš Brecelj, kolesar
- Mirjam Brecelj, knjižničarka na Kostanjevici
- Mojca Brecelj Kobe, pedopsihiatrinja
- Primož Brecelj (*1964), fotografž
- Špela Brecelj, košarkarica
- Vasilij Brecelj, pevec
- Veronika Brecelj, prevajalka, srednješolska prof. slovenščine (Trst)
- Veronika Brecelj (*1994), violinistka
- Vida Brecelj (1919—1996), farmacevtka
- Živa M. Brecelj, novinarka
- Živa Brecelj, plesalka, producentka (PTL)